# Copa Pre Libertadores
La Copa Pre Libertadores è stato un torneo calcistico internazionale in cui si affrontavano squadre messicane e venezuelane per contendersi i posti disponibili per la partecipazione alla Copa Libertadores. La manifestazione si è svolta dal 1998 sino al 2003, a partire dall'anno successivo è stata rimpiazzata dalla InterLiga.

## Albo d'oro
| Anno | Qualificate | Qualificate           | Eliminate             | Eliminate                |
| ---- | ----------- | --------------------- | --------------------- | ------------------------ |
| 1998 | Guadalajara | América               | Caracas FC            | Atlético Zulia           |
| 1999 | Monterrey   | Estudiantes de Mérida | Necaxa                | Universidad de Los Andes |
| 2000 | Atlas       | América               | Deportivo Italchacao  | Unión Atlético Táchira   |
| 2001 | Cruz Azul   | Deportivo Táchira     | Deportivo Italchacao  | Atlante                  |
| 2002 | América     | Monarcas Morelia      | Caracas               | Trujillanos              |
| 2003 | Cruz Azul   | UNAM                  | Estudiantes de Mérida | Nacional Táchira         |

## Tabella storica
| #  | Squadra                  | Partecipazioni | PG | V | N | P | GF | GS | DR  | PT |
| -- | ------------------------ | -------------- | -- | - | - | - | -- | -- | --- | -- |
| 1  | América                  | 3              | 16 | 8 | 4 | 4 | 33 | 16 | +17 | 28 |
| 2  | Cruz Azul                | 2              | 12 | 7 | 2 | 1 | 26 | 15 | +11 | 23 |
| 3  | Deportivo Italchacao     | 2              | 12 | 4 | 5 | 3 | 18 | 17 | +1  | 17 |
| 3  | Estudiantes de Mérida    | 2              | 12 | 5 | 2 | 4 | 16 | 18 | -2  | 17 |
| 3  | Deportivo Táchira        | 2              | 12 | 5 | 2 | 5 | 10 | 21 | -11 | 17 |
| 6  | UNAM                     | 1              | 6  | 4 | 1 | 1 | 12 | 4  | +8  | 13 |
| 7  | Caracas FC               | 2              | 10 | 3 | 3 | 4 | 11 | 13 | -2  | 12 |
| 8  | Guadalajara              | 1              | 4  | 3 | 1 | 0 | 12 | 5  | +7  | 10 |
| 8  | Monterrey                | 1              | 6  | 3 | 1 | 2 | 13 | 9  | +4  | 10 |
| 10 | Atlas                    | 1              | 6  | 2 | 3 | 1 | 16 | 12 | +4  | 9  |
| 10 | Necaxa                   | 1              | 6  | 2 | 3 | 1 | 5  | 3  | +2  | 9  |
| 10 | Monarcas Morelia         | 1              | 6  | 3 | 0 | 3 | 9  | 8  | +1  | 9  |
| 13 | Trujillanos              | 1              | 6  | 2 | 0 | 4 | 4  | 15 | -11 | 6  |
| 14 | Universidad de Los Andes | 1              | 6  | 1 | 1 | 4 | 5  | 11 | -6  | 4  |
| 15 | Atlante                  | 1              | 6  | 1 | 0 | 5 | 8  | 13 | -5  | 3  |
| 15 | Nacional Táchira         | 1              | 6  | 1 | 0 | 5 | 6  | 16 | -10 | 3  |
| 16 | Atlético Zulia           | 1              | 4  | 0 | 0 | 4 | 3  | 11 | -8  | 0  |

## Capocannonieri
| Anno | Giocatore        | Reti | Squadra               |
| ---- | ---------------- | ---- | --------------------- |
| 1998 | Gustavo Nápoles  | 4    | Guadalajara           |
| 1999 | Pedro Pineda     | 3    | Necaxa                |
| 1999 | Antonio Naelson  | 3    | Monterrey             |
| 1999 | Ruberth Morán    | 3    | Estudiantes de Mérida |
| 2000 | Rafael Castellín | 5    | Deportivo Italchacao  |
| 2001 | Everaldo Begines | 4    | Cruz Azul             |
| 2002 | Iván Zamorano    | 5    | América               |
| 2003 | Sebastián Abreu  | 4    | Cruz Azul             |